# Gonatus
Gonatus es un género de moluscos cefalópodos de la familia Gonatidae, constituida por doce especies, siendo el género que contiene más especies de la familia. Los calamares adultos de este género se caracterizan por carecer de tentáculos.

## Especies
| Nombre de la especie   | Año descripción | Longitud del manto |
| ---------------------- | --------------- | ------------------ |
| Gonatus antarcticus    | 1898            | 230 mm             |
| Gonatus berryi         | 1923            | 240 mm             |
| Gonatus californiensis | 1972            | 315 mm             |
| Gonatus fabricii       | 1818            | 129 mm             |
| Gonatus kamtschaticus  | 1849            | 300 mm             |
| Gonatus madokai        | 1977            | 329 mm             |
| Gonatus middendorffi   | 1981            | 225 mm             |
| Gonatus onyx           | 1972            | 145 mm             |
| Gonatus oregonensis    | 1985            | jóvenes- 46 mm     |
| Gonatus pyros          | 1972            | 160 mm             |
| Gonatus steenstrupi    | 1981            | 94 mm              |
| Gonatus ursabrunae     | 1985            | jóvenes- 25 mm     |